# The Watchkeeper
The Watchkeeper (englisch für Der Wachestehende, in Argentinien Islote Vigía ‚Wächterinsel‘, in Chile Isla Flat) ist eine niedrige Klippe im Archipel der Südlichen Shetlandinseln. Sie liegt 3,5 km nördlich von Table Island in der Drakestraße. An der Nordseite ist sie umrandet von submarinen Rifffelsen.
Frühen Robbenjägern in diesem Gebiet war sie als Flat Isle (sinngemäß aus dem Englischen übersetzt Flaches Eiland) bekannt, doch die heutige Benennung setzte sich mit den Jahren durch. Wissenschaftler der britischen Discovery Investigations kartierten sie im Jahr 1935.